# Dryopteris hisatsuana
Dryopteris hisatsuana är en träjonväxtart som beskrevs av Kurata. Dryopteris hisatsuana ingår i släktet Dryopteris och familjen Dryopteridaceae. Inga underarter finns listade.